# فدراسیون فوتبال جمهوری دموکراتیک کنگو
فدراسیون فوتبال جمهوری دموکراتیک کنگو (فرانسوی: Fédération Congolaise de Football-Association, FECOFA‎) نهاد اداره‌کننده مسابقات فوتبال و فوتسال در کشور جمهوری دموکراتیک کنگو است.
این فدراسیون که در سال ۱۹۱۹ تأسیس شده عضو کنفدراسیون فوتبال آفریقا و فیفا نیز می‌باشد و مقر آن در شهر کینشاسا است.